# Konung Carl XVI Gustafs Silverhäst
Konung Carl XVI Gustafs Silverhäst, ibland kallat endast Silverhästen, är ett travlopp för varmblod som körs på Solvalla. Loppet körs över medeldistansen 2 140 meter med autostart och körs varje år inom ramen för Gulddivisionen varje år i november eller december. Loppet ingår i V75 som en Gulddivisionsfinal och är därmed ett Grupp 2-lopp. Förstapris i loppet är idag [när?] 400 000 kronor, men var under åren 1999–2007  500 000 kronor.
Snabbaste vinnartiden i loppets historia innehar Nahar, som vann 2014 års lopp på nya världsrekord-tiden 1.10,5a.

## Vinnare[1][2]
| År   | Häst               | Kusk               | Tränare           | Tid    |
| ---- | ------------------ | ------------------ | ----------------- | ------ |
| 2024 | Phoenix Photo      | Ulf Ohlsson        | Svante Ericsson   | 1.11,8 |
| 2023 | Hohneck            | Gabriele Gelormini | Philippe Allaire  | 1.10,1 |
| 2022 | Brother Bill       | Magnus A. Djuse    | Timo Nurmos       | 1.11,9 |
| 2021 | Brother Bill       | Jorma Kontio       | Timo Nurmos       | 1.12,0 |
| 2020 | Very Kronos        | Erik Adielsson     | Svante Båth       | 1.10,9 |
| 2019 | Global Trustworthy | Jorma Kontio       | Timo Nurmos       | 1.12,1 |
| 2018 | Nadal Broline      | Ulf Ohlsson        | Reijo Liljendahl  | 1.11,9 |
| 2017 | VästerboontheNews  | Örjan Kihlström    | Lars Brindeborg   | 1.11,5 |
| 2016 | On Track Piraten   | Johnny Takter      | Hans R. Strömberg | 1.12,7 |
| 2015 | Delicious U.S.     | Örjan Kihlström    | Daniel Redén      | 1.12,8 |
| 2014 | Nahar              | Robert Bergh       | Robert Bergh      | 1.10,5 |
| 2013 | Womanizer          | Tommi Kylliäinen   | Jarno Kauhanen    | 1.13,0 |
| 2012 | Friction           | Örjan Kihlström    | Stefan Melander   | 1.11,5 |
| 2011 | Sanity             | Johnny Takter      | Malin Löfgren     | 1.12,1 |
| 2010 | Jaded              | Örjan Kihlström    | Stefan Hultman    | 1.14,1 |
| 2009 | Acclaim            | Håkan Eriksson     | Håkan Eriksson    | 1.14,4 |
| 2008 | Triton Sund        | Örjan Kihlström    | Stefan Hultman    | 1.14,2 |
| 2007 | Kito Du Vivier     | Åke Svanstedt      | Franc Boismartell | 1.12,7 |
| 2006 | Improve Ås         | Erik Adielsson     | Stig H. Johansson | 1.15,8 |
| 2005 | Giant Diablo       | Hans-Owe Sundberg  | Roger Walmann     | 1.13,5 |
| 2004 | Super Light        | Jörgen Westholm    | Jörgen Westholm   | 1.13,0 |
| 2003 | E.V.Cane           | Jorma Kontio       | Timo Nurmos       | 1.13,5 |
| 2002 | Tout Ou Rien       | Lutfi Kolgjini     | Lutfi Kolgjini    | 1.13,7 |
| 2001 | Fridhems Ambra     | Stefan Söderkvist  | Ove Ousbäck       | 1.14,5 |